# Dorika irrorata
Dorika irrorata är en fjärilsart som beskrevs av Moore 1881. Dorika irrorata ingår i släktet Dorika och familjen nattflyn. Inga underarter finns listade i Catalogue of Life.